# Condado de Xauen
El condado de Xauen es un título nobiliario español creado por el rey Alfonso XIII en favor del general Dámaso Berenguer y Fusté,  presidente del Consejo de Ministros, ministro de la Guerra, Alto Comisario de España en Marruecos, mediante real decreto del 14 de octubre de 1927 y despacho expedido el 4 de mayo de 1929, para hacer memoria de sus méritos y servicios militares durante la campaña de Marruecos.
El título recibe su denominación de la ciudad de Chauen, cuya toma a manos del beneficiario (1920) inició la ofensiva contra el rebelde rifeño Abd el-Krim.

## Condes de Xauen
|                           | Titular                     | Periodo                   |
| Creación por Alfonso XIII | Creación por Alfonso XIII   | Creación por Alfonso XIII |
| ------------------------- | --------------------------- | ------------------------- |
| I                         | Dámaso Berenguer y Fusté    | 1929-1953                 |
| II                        | Dámaso Berenguer y Elizalde | 1953-1972                 |
| III                       | Dámaso Berenguer y Roig     | 1974-actual titular       |

## Historia de los condes de Xauen
- Dámaso Berenguer y Fusté, i conde de Xauen (San Juan de los Remedios, 4 de agosto de 1873-Madrid, 19 de mayo de 1953), presidente del Consejo de Ministros de España, ministro de Guerra y Alto Comisario de España en Marruecos, teniente general de caballería, jefe de la Casa militar del rey, comandante general del Real Cuerpo de Alabarderos, senador del reino, gentilhombre de cámara del rey con ejercicio, Gran Cruz del Mérito Militar, de la Orden de María Cristina y de la de San Hermenegildo.[1][4]

Casó el 13 de marzo de 1900, en Madrid, con su prima Ana María de Elizalde Fusté, hija de Pedro de Elizalde y Paúl y de Josefa Fusté y Ballesteros. El 31 de marzo de 1956 le sucedió su hijo:
- Dámaso Berenguer y Elizalde  (Madrid, 18 de junio de 1902-Madrid, 27 de junio de 1973), ii conde de Xauen.

Casó con María de los Ángeles Catalina Martínez y Martínez (1908-1971, hija de José Martínez y Martínez y de Catalina Martínez y Díaz. El 15 de noviembre de 1974, previa orden del 24 de abril para que se expida la correspondiente carta de sucesión (BOE del 14 de mayo), le sucedió su nieto:
- Dámaso Berenguer y Roig (n. Cartagena, 10 de junio de 1961), iii conde de Xauen.[5]

Casó el 31 de julio de 1987 con doña Helena de la Peña y Robles (n. 1965), hija de Jorge de la Peña y Payá y de María de la Encarnación Robles y Oñate, con descendencia.